# Jorge Barrera (abogado)
Jorge Carlos Barrera Battaini (Montevideo, 11 de mayo de 1968) es un abogado, profesor, escritor, político y ex dirigente del fútbol uruguayo. Fue presidente del Club Atlético Peñarol entre 2017-2020, se retiro en un momento histórico para su club al perder contra Nacional tres finales en un mismo año, dos de estas en tan sólo cuatro días. (2019) y a las puestas de un bi campeonato de su clásico rival.

## Biografía
Nace en Montevideo el 11 de mayo de 1968. Durante su niñez, se traslada con su familia a la ciudad de Minas donde cursa sus primeros años de educación primaria y parte de secundaria. Posteriormente, retorna a Montevideo y años más tarde inicia sus estudios terciarios. Graduado como Licenciado en Relaciones Internacionales, Abogado, Doctor en Derecho y Ciencias Sociales en la Universidad de la República. Magíster en Derecho Penal en la Universidad Austral de Buenos Aires, cuenta con postgrados en Derecho Penal Empresarial, Delitos Tributarios y en Derecho Penal Económico.
En la Universidad de Montevideo es profesor de grado en Derecho Penal, profesor de postgrado en Derecho Penal Económico, Subdirector del Posgrado de Derecho Penal Económico. En la Universidad Austral de Argentina, es profesor de postgrado en Derecho Penal, y en la Universidad de Piura de Perú, es profesor invitado de postgrado en Derecho Penal.
Como abogado penalista ha participado en casos relevantes y de interés público como el Caso Lola Chomnalez, patrocinó al expresidente Jorge Batlle, a los ex Directores de PLUNA y al expresidente del Club Atlético Peñarol Juan Pedro Damiani, entre otros.
Al expresidente del Club Atlético Peñarol, Juan Pedro Damiani, lo patrocinó en su presunta vinculación con el empresario argentino integrante del kirchnerismo, Lázaro Báez, procesado por el Caso Lázaro Báez, por el delito de lavado de activos.

## Actividad
Es Dirigente del Club Atlético Peñarol y desempeña el cargo de delegado en la AUF (Asociación Uruguaya de Fútbol) desde 2008.
Fue vicepresidente de la Asociación Uruguaya de Fútbol hasta agosto de 2014.
Es desde su creación en diciembre del 2015, el Secretario General de la Liga Sudamericana de Clubes de Fútbol.
Fue elegido diputado nacional por el período 2000-2005 de la Cámara de Representantes de Uruguay. Es socio fundador y director del estudio jurídico Jorge Barrera & Asoc. Abogados. Fue el autor del proyecto de ley sobre Medidas alternativas a la prisión preventiva que se materializara en Ley N° 17.726.
Su imagen aparece con frecuencia en los medios de comunicación, en vinculación con casos penales.
Barrera es miembro del Opus Dei.
Barrera integra la Organización Internacional de Derecho Penal (AIDP).
Barrera integra la Fundación Internacional de Ciencias Penales.

## Libros
- 2012, Teoría del delito y praxis penal (coautoría con el doctor Mario Garmendia) Editorial: B de F.[14]
- 2009, Usura. ¿Penalización o liberalización?. Editorial: B de F.
- 2008, Defraudación Tributaria 2008. Editorial: Amalio Fernández.
- 2007, Cuestiones de dogmática penal. (en coautoría con el profesor Miguel Langón). Editorial: Amalio Fernández
- 2007, Estafa. Un enfoque garantista y normativista, con Mario Pereyra Garmendia. Editorial: Amalio Fernández
- 2006, Responsabilidad penal y accidentes de tránsito. Aportes de la Teoría de la Imputación Objetiva. Editorial: Amalio Fernández.

## Documental
- 2024, Barrera es una figura entrevistada en el documental Jorge Batlle: entre el cielo y el infierno, dirigido por Federico Lemos.[15]